# Homoneura triangularis
Homoneura triangularis är en tvåvingeart som beskrevs av Kim 1994. Homoneura triangularis ingår i släktet Homoneura och familjen lövflugor. Inga underarter finns listade i Catalogue of Life.